# الکسی گلوشکوف
الکسی گلوشکوف (به روسی: Алексей Глушков؛ زادهٔ ۹ مارس ۱۹۷۵) کشتی‌گیر پیشین اهل روسیه است که در دسته‌های ۶۹ و ۷۴ کیلوگرم کشتی فرنگی رقابت می‌کرد. او برندهٔ مدال برنز المپیک ۲۰۰۰ سیدنی و نیز یک مدال طلا (۲۰۰۳) و یک نقره (۲۰۰۱) از مسابقات قهرمانی کشتی جهان است. گلوشکوف همچنین سه مدال طلای مسابقات قهرمانی کشتی اروپا را کسب کرده است.